# Eleccions presidencials d'Irlanda de 2011
Les eleccions presidencials d'Irlanda de 2011 van ser les tretzenes eleccions presidencials celebrades a Irlanda, a les quals van concórrer set candidats, una xifra rècord. Es van celebrar el 27 d'octubre de 2011. Les eleccions es van celebrar per a triar a la persona successora de Mary McAleese, i qui les guanyés prendria possessió com a novè president d'Irlanda l'11 de novembre de 2011. Aquest mateix dia es van celebrar dos referèndums constitucionals i una elecció parcial per a un escó vacant al Dáil Éireann per una circumscripció electoral de Dublín.
Michael D. Higgins va ser elegit president i es va convertir en el primer de la història del país a obtenir més de 700.000 vots de primera preferència i més d'un milió de vots en el recompte final.